# Туманишвили-Церетели, Анастасия Михайловна
Анастасия Михайловна Туманишвили-Церетели (25 августа (6 сентября) 1849 года, Тифлис, Российская Империя — 7 февраля 1932 года, Тифлис, Грузинская ССР, СССР) — детский писатель, публицист и общественный деятель.

## Биография
Окончила Институт благородных женщин Закавказья (1865). Была активным членом «Общества грамотности среди грузин», «Общества педагогов и педагогов для женщин» и женского общества «Образование». Организатор молодежной журналистики. В 1883 году сотрудничала в журнале «Набати». В 1890 основала журнал «Джеджили» («Нива»), который сыграл важную роль в развитии грузинской детской литературы в Грузии. Была владелицей и соредактором еженедельника «Квали» (рус. «Борозда»).
Первый перевод («Толерантность маршала» Альфонса Доде) был опубликован в 1876 году, первая оригинальная история «Отечественная жертва» — 1880 году.
В 1891 году вышла замуж за известного грузинского писателя Георгия Церетели.

Могила Анастасии Церетели (серая горизонтально лежащая плита у стены пантеона между памятником Васо Абашидзе и могилой Акакия Церетели)

Похоронена в Пантеоне Мтацминда.